# Der Astronaut (Roman)
Der Astronaut ist nach Der Marsianer und Artemis der dritte Science-Fiction-Roman des amerikanischen Schriftstellers Andy Weir. Die englischsprachige Originalausgabe erschien im Frühjahr 2021 unter dem Titel Project Hail Mary. Im Mittelpunkt der Geschichte steht der Astronaut Ryland Grace, der auf einer interstellaren Mission zur Rettung der Menschheit unterwegs ist. Das Werk erhielt mehrere internationale Auszeichnungen und wurde unter der Regie von Phil Lord und Chris Miller verfilmt.

## Hintergrund

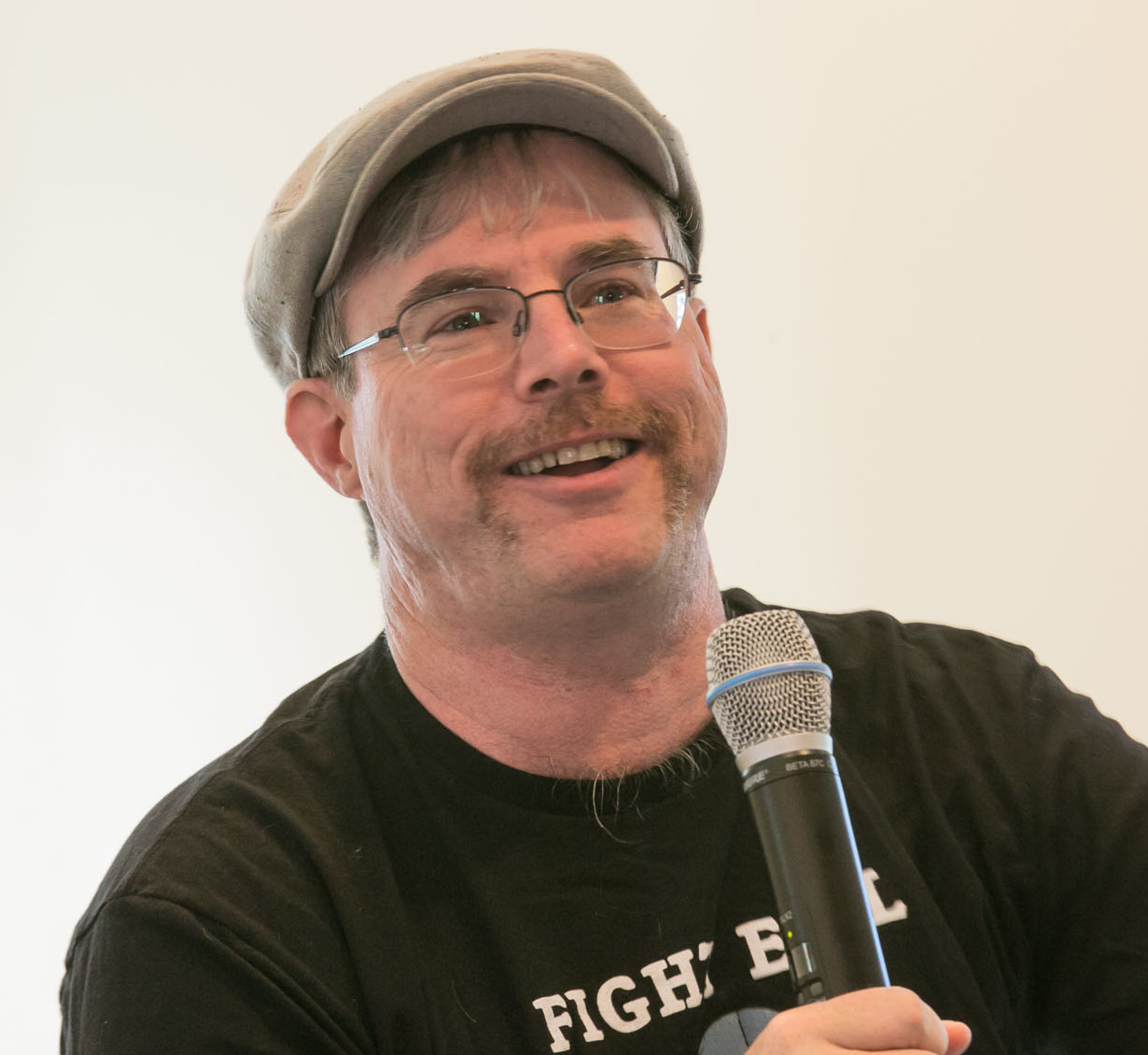
Andy Weir (2018)

### Entstehung
Nach der Fertigstellung von Der Marsianer plante Weir eine mehrbändige Space Opera mit dem Titel Zhek. Darin ging es um eine schwarze Substanz, die elektromagnetische Strahlung absorbiert und als Treibstoff für interstellare Reisen dient. Weir war mit der Handlung allerdings unzufrieden und stellte das Projekt ein. Teile daraus wurden für Project Hail Mary wiederverwendet. Dazu gehört eine Figur mit außergewöhnlicher geheimdienstlicher Autorität sowie das Konzept eines besonders effizienten Raumfahrttreibstoffs. Hinzu kam die separate Idee eines Protagonisten, der mit Amnesie an Bord eines Raumschiffs erwacht. Weir beschrieb den Entstehungsprozess als das Zusammenfügen einzelner „Ersatzteile“, die schließlich zu einer funktionierenden Geschichte führten.
Einige Leser sahen in dem Werk Parallelen zur COVID-19-Pandemie, da Infektionen, soziale Isolation und globale wissenschaftliche Anstrengungen zur Bewältigung einer Katastrophe zentrale Elemente der Geschichte sind. Weir stellte das Buch allerdings bereits während der Anfänge der Pandemie fertig und bezeichnete die Ähnlichkeiten als zufällig.

### Erzählweise
In Der Astronaut knüpft Andy Weir an Erzähltechniken seines erfolgreichen Debüts Der Marsianer an. Wie dort steht auch hier ein wissenschaftlich gebildeter Protagonist im Zentrum der Handlung. Im Gegensatz zum Astronauten Mark Watney ist Ryland Grace jedoch ein Mittelschullehrer mit naturwissenschaftlichem Hintergrund und damit stärker als Laienfigur angelegt. Dies ermöglicht eine zugängliche Vermittlung wissenschaftlicher und technischer Inhalte. Während Der Marsianer eher im Bereich der nahen Zukunft angesiedelt ist, enthält Der Astronaut deutlich spekulativere Elemente wie fortschrittliche Raumfahrttechnologie und außerirdisches Leben, wobei Weir bemüht ist, auch diese Bestandteile auf wissenschaftlichen Überlegungen zu stützen. Erstmals spielt dabei auch die Astrobiologie eine Rolle. Die Handlung wird durch einen Protagonisten mit Amnesie eingeführt, wodurch die Hintergrundgeschichte schrittweise gemeinsam mit dem Leser enthüllt wird.
Im Vergleich zu Der Marsianer legte Weir bei Der Astronaut besonderen Wert darauf, Wiederholungen zu vermeiden. Zwar ist auch Ryland Grace, die Hauptfigur des Romans, ein allein arbeitender Wissenschaftler im Weltraum, doch unterscheiden sich die Herausforderungen und die Persönlichkeit der Figur. Grace ist ein idealistischer Forscher mit einer gewissen Naivität; technische Probleme wie defekte Ausrüstung oder Nahrungsmangel spielen im Gegensatz zu Der Marsianer keine zentrale Rolle.
Humor nutzt Weir gezielt als Mittel der Vermittlung komplexer wissenschaftlicher Inhalte. Seiner Auffassung nach erhöht ein unterhaltsamer Ton die Bereitschaft der Leserschaft, umfangreiche Erklärungen zu akzeptieren. Trotz persönlicher Schwierigkeiten in der Vergangenheit beschreibt Weir sich selbst als optimistischen Menschen mit großem Vertrauen in die Menschlichkeit und den Fortschritt. Dieses Weltbild spiegelt sich auch im Grundton des Romans wider.

### Titel
Der Titel Project Hail Mary bezieht sich auf das katholische Gebet Ave Maria (englisch Hail Mary) und wird im Kontext des Romans symbolisch verwendet. In der amerikanischen Alltagssprache – insbesondere im American Football – bezeichnet „Hail Mary“ einen verzweifelten, risikobehafteten Versuch in der Endphase des Spiels, der mit geringer Erfolgschance dennoch die Wende bringen soll. In diesem Sinne steht der Titel sinnbildlich für die zentrale Mission der Handlung: einen letzten, beinahe aussichtslosen Versuch zur Rettung der Menschheit. Der Name der Hauptfigur, Ryland Grace, verstärkt diese symbolische Bedeutung zusätzlich, da er in Kombination mit dem Titel auf die erste Zeile des Gebets anspielt: „Hail Mary, full of grace“ („Gegrüßet seist du, Maria, voll der Gnade“).

## Handlung

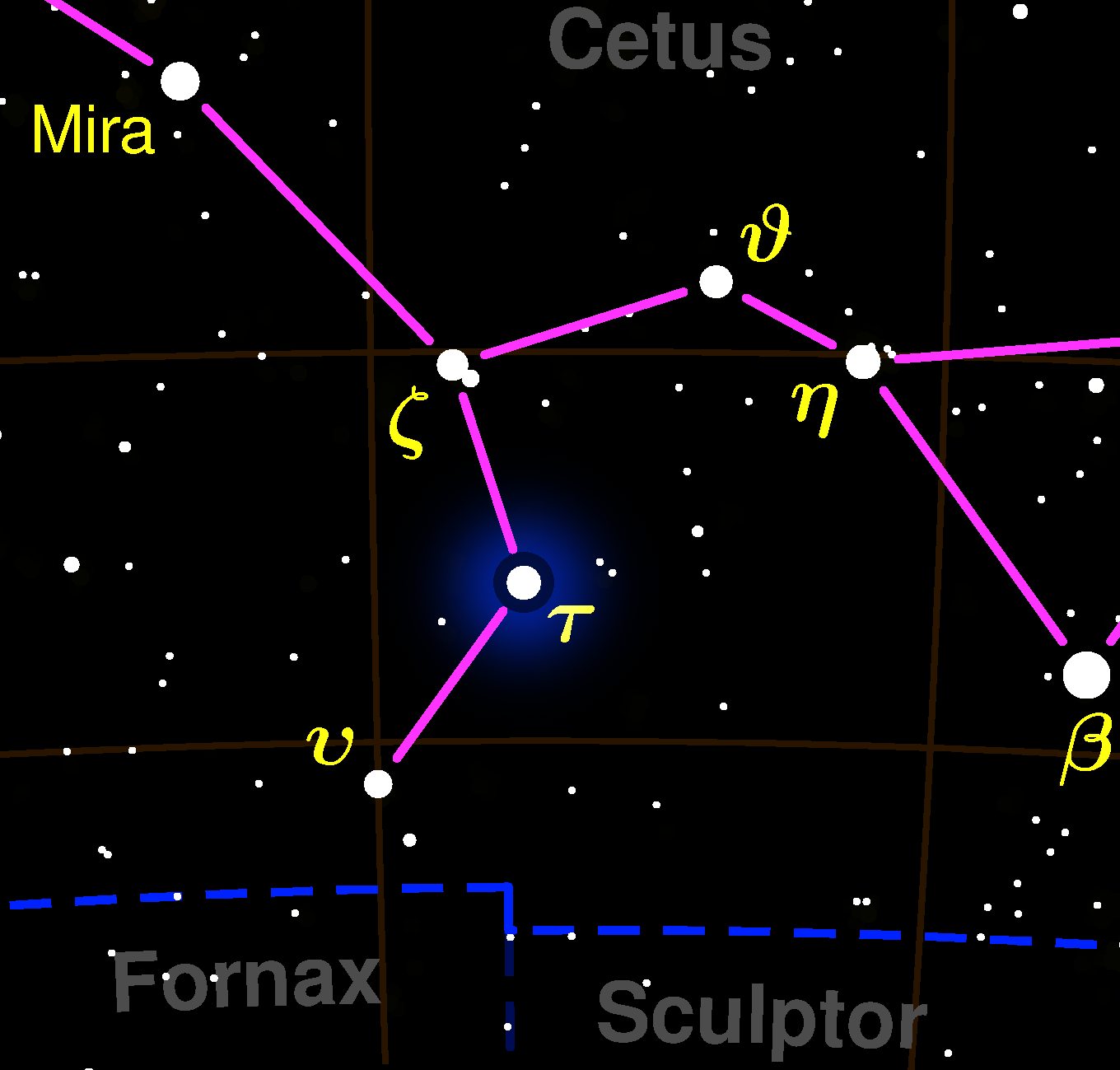
Haupthandlungsort des Romans: Das System von Tau Ceti (blauer Kreis) im Sternbild Walfisch

Ein Mann erwacht aus einem Koma und hat keinerlei Erinnerungen daran, wo er ist oder wo er herkommt. Im gleichen Raum befinden sich ein weiterer Mann und eine Frau, die offensichtlich schon längere Zeit tot sind. Mithilfe seiner naturwissenschaftlichen Kenntnisse findet er heraus, dass er sich auf einem Raumschiff befindet, das im System eines anderen Sterns unterwegs ist. Nach und nach kommen während seiner Mission Erinnerungen an die Ereignisse zurück, die zu seiner Lage geführt haben.
Die Erde steht kurz vor einer neuen Eiszeit. Ausgelöst wird dies durch einen Energieverlust der Sonne, der im Zusammenhang mit dem mysteriösen Petrowa-Strahl, benannt nach seiner Entdeckerin, steht, der sich zwischen Sonne und Venus erstreckt und schwach im Infrarotbereich leuchtet. Schätzungen zufolge wird bereits in wenigen Jahrzehnten ein großer Teil der Erdbevölkerung sterben. Beobachtungen von Sternen in der Umgebung der Sonne zeigen, dass das Phänomen verbreitet ist und sich von Stern zu Stern zu übertragen scheint. Lediglich Tau Ceti bildet eine Ausnahme: Er befindet sich im Zentrum der verseuchten Sterne und ist selbst nicht betroffen.
Der passionierte Lehrer und ehemalige Molekularbiologe Ryland Grace wird von Eva Stratt kontaktiert und soll bei der Erforschung des Phänomens helfen. Stratt ist Leiterin einer Taskforce der Vereinten Nationen, die eine Lösung für das Problem sucht. Zuerst soll Grace eine Probe aus dem Petrowa-Strahl untersuchen. Er findet heraus, dass es sich um einzellige Lebewesen handelt, und erforscht ihren Lebenszyklus, den er gemeinsam mit anderen Wissenschaftlern entschlüsselt: Die Einzeller, genannt Astrophagen, sammeln auf der Sonne Energie und speichern sie in ihrem Inneren in Form von Neutrinos. Dann begeben sie sich auf den Weg zu einer Quelle von Kohlendioxid (die Venus), das sie für ihre Vermehrung brauchen, um anschließend zur Sonne zurückzukehren. Zur Fortbewegung nutzen sie abstrahlendes Infrarotlicht. Sie sind in der Lage, extrem hohe und niedrige Temperaturen zu überstehen, indem sie enorme Energiemengen aufnehmen oder abgeben können, um ihre Körpertemperatur zu erhalten. Außerdem absorbieren sie jede Art von Strahlung. Ihre Vererbung basiert auf DNA, ebenso besitzen sie Mitochondrien. Unter der Leitung von Stratt wird zur Rettung der Menschheit das Projekt Hail Mary initiiert, das eine interstellare Reise zum Tau-Ceti-System vorsieht, die herausfinden soll, warum die Astrophagen dem Stern nicht schaden. Mit den Astrophagen als Energieträger wird der sogenannte Spin-Antrieb entwickelt. Die für den Flug notwendigen Astrophagen werden in großer Menge vermehrt und mittels Solarthermie auf etwa einem Viertel der Fläche der Sahara aufgeladen. Die Mission wird mit drei Besatzungsmitgliedern geplant, die für den langen Flug in ein riskantes künstliches Koma versetzt werden und für die es keine Rückreise geben wird. Die Hail Mary beherbergt vier Sonden, mit denen die entsprechenden Erkenntnisse zur Erde zurückgebracht werden sollen. Kurz vor dem Start kommt einer der Astronauten bei einem Unfall ums Leben. Grace soll ihn ersetzen, doch er hat Angst vor dem sicheren Tod, auch weil er seine Schüler nicht wiedersehen wird. Stratt zwingt ihn jedoch und lässt ihm eine Droge verabreichen, die seine Erinnerungen vorübergehend löscht.
Als Grace sich wieder an seinen Namen erinnert, bekommt er Zugang zur Brücke und damit volle Kontrolle über die Hail Mary. Als er entdeckt, dass es auch im Tau-Ceti-System einen Petrowa-Strahl gibt, nähert sich ihm ein unbekanntes Raumschiff. Die Besatzung ist an Kommunikation interessiert und baut einen Tunnel zwischen beiden Schiffen. An einer Trennwand im Tunnel trifft Grace erstmals auf eine außerirdische Lebensform: eine steinerne, spinnenähnliche Kreatur mit fünf klauenbewehrten Beinen, die Grace fortan Rocky nennt. Rocky kann kein Licht sehen und nimmt seine Umgebung über Echoortung wahr. Er kommuniziert mit Melodien, die Grace für die Erstellung eines Wörterbuches in einem Computer nutzt. Auf diese Weise kommt bald ein reger Austausch zustande. Rocky ist ein begabter Ingenieur und in der gleichen Situation wie Grace: Sein Heimatstern 40 Eridani A ist von Astrophagen befallen, also entwickelte sein Volk einen ähnlichen Antrieb und schickte eine 23-köpfige Besatzung nach Tau Ceti. Da ihr Heimatplanet 40 Eridani A b (von Grace ‚Erid‘ genannt) ein starkes Magnetfeld hat, wussten sie nichts von der kosmischen Strahlung, wodurch alle starben; außer Rocky, der sich meistens zwischen den Tanks mit den schützenden Astrophagen aufhielt. Die Eridianer leben in einer Ammoniak-haltigen Atmosphäre unter hohem Druck und hoher Temperatur, sodass sich Grace und Rocky nur in abgetrennten Bereichen aufhalten können. Auch ihr Leben basiert auf DNA, doch ihre Körper enthalten nur wenig organisches Material, während ein Großteil aus Silikaten und Metallen besteht. Ihre Lebenserwartung ist deutlich höher als die der Menschen – Rocky befindet sich seit über 40 Jahren im Tau-Ceti-System. Seinem Planeten bleibt noch etwas mehr Zeit als der Erde. Von nun an arbeiten beide gemeinsam.
Grace schöpft unterdessen wieder Hoffnung: Die Eridianer schickten ihre Mission ohne Kenntnisse der relativistischen Physik auf den Weg, was dafür sorgte, dass Rocky deutlich mehr Treibstoff zur Verfügung steht, als er für seine Rückreise benötigt. Er ist bereit, Grace einen Teil davon zu geben. Die beiden brechen zum Planeten Tau Ceti e (von Grace Adrian genannt) auf, zu dem sich der Petrowa-Strahl erstreckt. Sie finden heraus, dass es dort einzellige natürliche Feinde der Astrophagen gibt, die die Astrophagenpopulation begrenzen, und geben ihnen den Namen Taumöben. In einer riskanten Aktion entnehmen Grace und Rocky eine Probe von Taumöben aus der Atmosphäre von Adrian, wobei Rocky beinahe ums Leben kommt. Ein neues Problem ist, dass Taumöben bereits von geringen Mengen Stickstoff getötet werden. Dadurch können sie weder auf der Venus noch auf dem entsprechenden Planeten in Rockys Heimatsystem ausgesetzt werden. Den beiden gelingt es allerdings, stickstoffresistente Taumöben zu züchten.
Rocky und Grace verabschieden sich und brechen in Richtung ihrer jeweiligen Heimat auf. Nach wenigen Tagen Flug bemerkt Grace, dass einige Taumöben aus ihren Behältern entkommen sind. Er kann die Situation unter Kontrolle bringen, doch Rocky steckt in Schwierigkeiten: Als Nebeneffekt der Zucht haben sich auch solche Taumöben entwickelt, die fähig sind, das Material der Behälter zu durchdringen – jenes Material, aus dem fast das gesamte Schiff von Rocky besteht. Nachdem er das Infrarotlicht von Rockys Antrieb nicht mehr empfängt, fasst Grace seinen Entschluss. Er schickt die vier Sonden mit allen Informationen und Taumöben zur Erde und begibt sich auf den Weg zu seinem Freund, den er nach sechs Wochen erreicht. Wie erwartet haben die Taumöben Rockys Treibstoff vollständig verzehrt. Grace nimmt ihn an Bord der Hail Mary auf und setzt Kurs auf 40 Eridani.
Mehrere Jahre sind vergangen, seit Grace auf Erid angekommen ist und der Planet gerettet wurde. Die Eridianer haben ihm einen Wohnbereich gebaut und versorgen ihn mit allem, was er braucht. Rocky kommt zu Besuch und verkündet, dass auch die irdische Sonne wieder ihre volle Leuchtkraft hat. Die Mission war erfolgreich. Grace ist sich nicht sicher, ob er wieder zur Erde zurückkehren will. Er hat Freunde auf Erid. Und er hat eine Aufgabe. Vor ihm versammelt sich eine Gruppe eridianischer Kinder und er beginnt mit dem Unterricht.

## Rezeption
Das Buch wurde überwiegend positiv aufgenommen. Es stand insgesamt neun Wochen auf der Bestsellerliste der New York Times und erhielt zahlreiche Auszeichnungen. Autoren von Science-Fiction und Fantasy wie Ernest Cline, Brandon Sanderson oder George R. R. Martin fanden lobende Worte. Kirkus Reviews bezeichnet Project Hail Mary als ein „Science-Fiction-Meisterwerk“. Für Claire Wilson vom New Scientist liegt in der Beziehung zwischen Grace und Rocky der besondere Reiz des Buches. Dem Wissenschaftsblogger Florian Freistetter zufolge gelingt es Weir ein weiteres Mal, „seine Liebe zur Wissenschaft in eine großartige Mischung von Nerdtum, MacGyverismus, Science Fiction und Krimi zu gießen“; wobei er besonders die „Mischung von Astronomie und Biologie“ für bemerkenswert hält.
Holly Amerman empfiehlt im Journal The Science Teacher den Roman als ausgezeichnetes Lehrmaterial für den naturwissenschaftlichen Unterricht der Klassenstufen 9 bis 12. Der Roman eigne sich besonders gut, um Schüler und Schülerinnen für naturwissenschaftliches Denken und fächerübergreifendes Arbeiten zu begeistern. Amerman lobt die Vielzahl an Themen – von Astronomie über Chemie bis hin zu Evolution und Klimawandel – sowie die realitätsnahe Darstellung wissenschaftlicher Arbeitsweisen. Besonders berührend findet sie die Darstellung eines Lehrers, der zeigt, „dass es etwas Besonderes ist, Wissenschaft zu lieben und diese Liebe mit Jugendlichen zu teilen.“
Mary Robinette Kowal zeigt sich in ihrem Review in der Washington Post weniger begeistert. Zwar lobt sie den Enthusiasmus für die Wissenschaft im Roman sowie die Gestaltung von Rocky, sieht allerdings auch einige Logiklücken. So bemängelt sie beispielsweise das Fehlen von Checklisten an Bord der Hail Mary. Diese seien in der Raumfahrt allgegenwärtig und hätten Grace viele Probleme erspart.
Andere Rezensenten kritisierten, dass Weir sich in Project Hail Mary stärker von der wissenschaftlichen Genauigkeit entferne, für die seine früheren Werke bekannt sind. Die im Buch vorkommenden futuristischen Technologien gingen teils weit über den heutigen Wissensstand hinaus und lösten Probleme zu einfach. Lawrence De Maria von Washington Independent Review of Books bemerkte augenzwinkernd, dass Weirs künstlerische Freiheit offenbar mit zunehmender Entfernung zur Erde wachse.

## Verfilmung

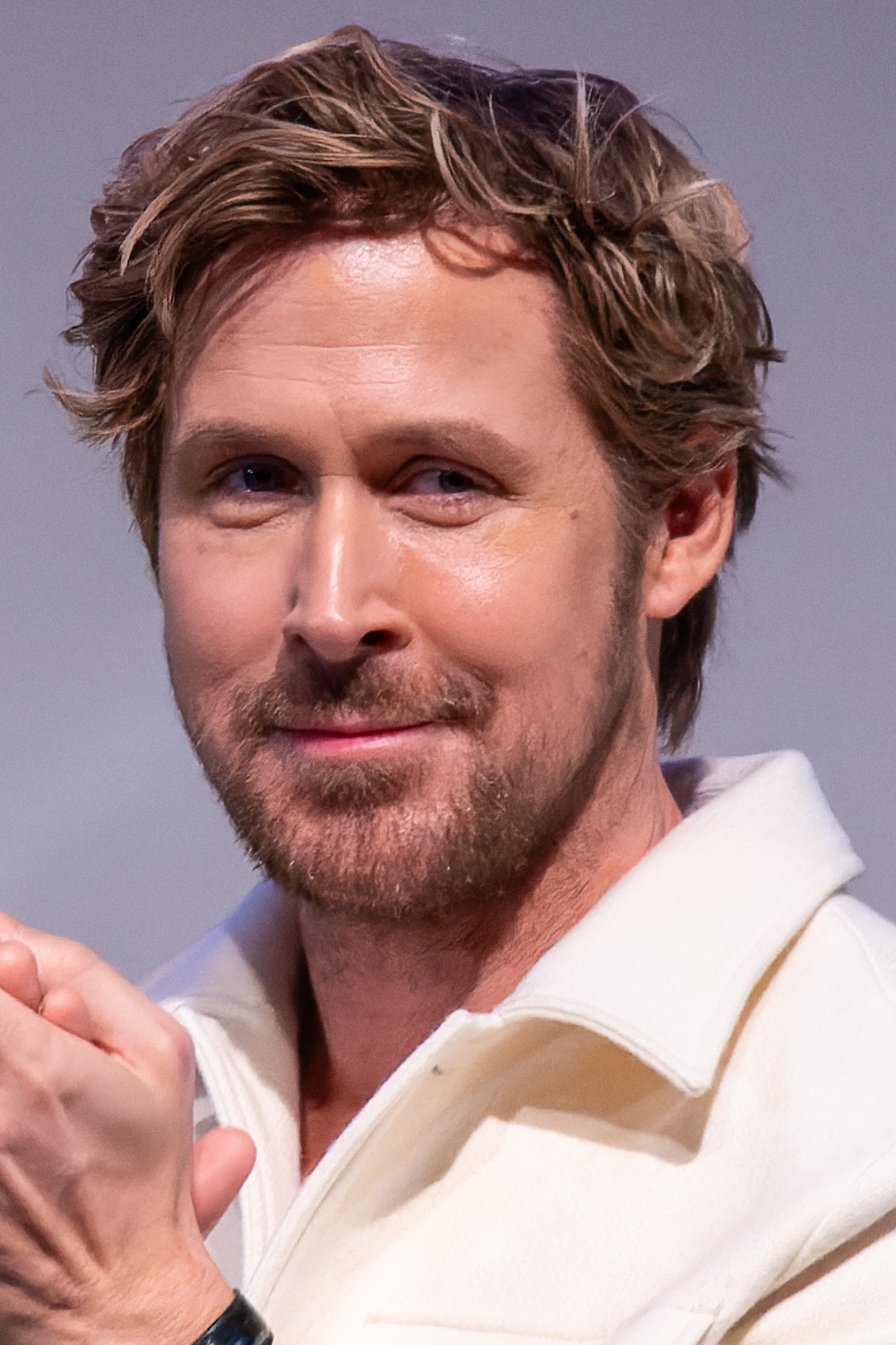
Ryan Gosling spielt die Rolle des Ryland Grace

Bereits im Jahr 2020 sicherte sich Metro-Goldwyn-Mayer die Drehrechte für Project Hail Mary. Chris Miller und Phil Lord führten Regie, während Ryan Gosling die Hauptrolle übernahm. Amazon MGM Studios veröffentlichte am 1. Juli 2025 den ersten Trailer. Der Kinostart ist für den 20. März 2026 geplant. Neben Gosling sind Liz Kingsman, Milana Vayntrub, Ken Leung und Sandra Hüller in weiteren Rollen zu sehen.
Andy Weir war als Produzent und Berater am Film beteiligt. Er äußerte sich positiv über frühe Schnittfassungen und zeigte sich überaus zufrieden. Insbesondere lobte er die Arbeit von Drehbuchautor Drew Goddard sowie das Regieteam. Besonders gefiel Weir das Design des außerirdischen Schiffs, das er als „wunderschön“ bezeichnete. Auch die visuelle Gestaltung der Hail Mary, den Einsatz von Farben, die Kameraarbeit von Greig Fraser sowie Ryan Goslings Darstellung des Ryland Grace fanden seine Anerkennung.

## Auszeichnungen und Nominierungen
- 2021 Dragon Award (bester Science-Fiction-Roman)[15]
- 2021 Goodreads Choice Award
- 2022 Seiun-Preis (bester fremdsprachiger Roman)
- 2022 Finalist für den Hugo Award (bester Roman)
- 2022 Audie Award (Audiobuch des Jahres und Science Fiction)
- 2022 Nominierung für den Locus Award (bestes Science-Fiction-Buch)
- 2022 Nominierung für den Kurd-Laßwitz-Preis (bestes ausländisches Werk)
- 2023 Geffen-Preis (bester übersetzter Science-Fiction-Roman)

## Ausgaben (Auswahl)
- Andy Weir: Project Hail Mary. Ballantine Books, New York 2021, ISBN 978-0-593-39556-1 (englischsprachige Originalausgabe).
- Andy Weir: Project Hail Mary. Random House Publishing Group, 2021, ISBN 978-0-593-13521-1 (E-Book, englischsprachig).
- Andy Weir: Project Hail Mary. Audible Studios, 2021 (englischsprachiges Hörbuch, gesprochen von Ray Porter).
- Andy Weir: Der Astronaut. Heyne Verlag, München 2021, ISBN 978-3-453-32134-2 (deutschsprachige Erstausgabe, übersetzt von Jürgen Langowski).
- Andy Weir: Der Astronaut. Heyne Verlag, München 2021, ISBN 978-3-641-27283-8 (E-Book, deutschsprachig).
- Andy Weir: Der Astronaut. Random House Audio, 2021 (deutschsprachiges Hörbuch, gesprochen von Richard Barenberg).